# Australian Open 2013
L'Australian Open 2013 è stato un torneo di tennis che si è disputato su venticinque campi in cemento plexicushion del complesso di Melbourne Park, a Melbourne in Australia, fra il 14 e il 27 gennaio 2013. È stata la 101ª edizione dell'Australian Open. L'evento è stato organizzato dalla International Tennis Federation, e faceva parte dell'ATP World Tour 2013 e del WTA Tour 2013, nell'ambito della categoria Grande Slam. Essendo uno Slam in palio ci sono stati anche i titoli per gli under ragazzi e ragazze, il doppio misto e il tennis in carrozzina.

## Programma del torneo
Il torneo si è svolto in 14 giornate divise in due settimane (14-27 gennaio).
Tra il 9 e il 12 gennaio si sono svolte le qualificazioni e durante la giornata del 12 gennaio si sono svolti due match d'esibizione tra Team Dora-Team SpongeBob finita 1-1 e Marija Šarapova-Daniela Hantuchová finita 8-4 per la russa.

## Qualificazioni e sorteggio
Le qualificazioni si sono svolte fra il 9 e il 12 gennaio. Si sono qualificati 16 giocatori per il tabellone maschile e 12 giocatrici per quello femminile.
- Per il singolare maschile: Adrian Mannarino, Ričardas Berankis, Dudi Sela, Ruben Bemelmans, Amir Weintraub, Steve Johnson, Daniel Brands, Maxime Authom, Jamie Baker, Adrián Menéndez Maceiras, Cedrik-Marcel Stebe, Alex Bogomolov Jr., Arnau Brugués-Davi, Julian Reister, Rajeev Ram, Daniel Muñoz de la Nava.
- Per il singolare femminile: Lesja Curenko, Valerija Savinych, Gréta Arn, Vera Duševina, Chan Yung-jan, Vesna Dolonc, Akgul Amanmuradova, Karin Knapp, Luksika Kumkhum, Maria João Koehler, Dar'ja Gavrilova, Michelle Larcher de Brito.

Le wildcard sono state assegnate a:
- Per il singolare maschile: Wu Di, James Duckworth, John Millman, Benjamin Mitchell, Luke Saville, John-Patrick Smith, Rhyne Williams, Josselin Ouanna.
- Per il singolare femminile: Zhang Yuxuan, Ashleigh Barty, Bojana Bobusic, Jarmila Gajdošová, Sacha Jones, Olivia Rogowska, Madison Keys, Caroline Garcia.
- Per il doppio maschile: Danai Udomchoke / Wang Yeu-tzuoo, Matthew Barton / John Millman, Alex Bolt / Greg Jones, James Duckworth / Chris Guccione, Samuel Groth / Matt Reid, Minos Kokkinakis /  Andrew Harris, John Peers / John-Patrick Smith.
- Per il doppio femminile: Han Xinyun / Zhou Yimiao, Monique Adamczak /Stephanie Bengson, Ashleigh Barty /Casey Dellacqua, Cara Black / Anastasija Rodionova, Bojana Bobusic /Jessica Moore, Viktorija Rajicic /Storm Sanders, Arina Rodionova / Olivia Rogowska.
- Per il doppio misto: Ashleigh Barty / Jack Sock, Cara Black / Paul Hanley, Bojana Bobusic / Chris Guccione, Casey Dellacqua / John-Patrick Smith, Jarmila Gajdošová / Matthew Ebden, Olivia Rogowska / Marinko Matosevic, Samantha Stosur / Luke Saville.

## Tennisti partecipanti ai singolari

### Singolare maschile
- Singolare maschile

| Campione                    | Campione               | Finalista                    | Finalista                 |
| --------------------------- | ---------------------- | ---------------------------- | ------------------------- |
| Novak Đoković [1]           | Novak Đoković [1]      | Andy Murray [3]              | Andy Murray [3]           |
| Semifinalisti               |                        |                              |                           |
| David Ferrer [4]            | David Ferrer [4]       | Roger Federer [2]            | Roger Federer [2]         |
| Eliminati ai quarti         |                        |                              |                           |
| Tomáš Berdych [5]           | Nicolás Almagro [10]   | Jérémy Chardy                | Jo-Wilfried Tsonga [7]    |
| Eliminati agli ottavi       |                        |                              |                           |
| Stan Wawrinka [15]          | Kevin Anderson         | Kei Nishikori [16]           | Janko Tipsarević [8]      |
| Andreas Seppi [21]          | Gilles Simon [14]      | Richard Gasquet [9]          | Milos Raonic [13]         |
| Eliminati al 3º turno       |                        |                              |                           |
| Radek Štěpánek [31]         | Sam Querrey [20]       | Fernando Verdasco [22]       | Jürgen Melzer [26]        |
| Marcos Baghdatis [28]       | Evgenij Donskoj        | Jerzy Janowicz [24]          | Julien Benneteau [32]     |
| Juan Martín del Potro [6]   | Marin Čilić [12]       | Gaël Monfils                 | Ričardas Berankis [Q]     |
| Blaž Kavčič                 | Ivan Dodig             | Philipp Kohlschreiber [17]   | Bernard Tomić             |
| Eliminati al 2º turno       |                        |                              |                           |
| Ryan Harrison               | Feliciano López        | Brian Baker                  | Tobias Kamke              |
| Andrej Kuznecov             | Xavier Malisse         | Roberto Bautista Agut        | Guillaume Rufin           |
| Tim Smyczek [LL]            | Tatsuma Itō            | Michail Južnyj [23]          | Carlos Berlocq            |
| Daniel Gimeno Traver        | Somdev Devvarman [PR]  | Édouard Roger-Vasselin       | L Lacko                   |
| Benjamin Becker             | Marcel Granollers [30] | Denis Istomin                | Rajeev Ram [Q]            |
| Jesse Levine                | Lu Yen-hsun            | Florian Mayer [25]           | João Sousa                |
| Gō Soeda                    | James Duckworth [WC]   | Jarkko Nieminen              | Alejandro Falla           |
| Lukáš Rosol                 | Amir Weintraub [Q]     | Daniel Brands [Q]            | Nikolaj Davydenko         |
| Eliminati al 1º turno       |                        |                              |                           |
| Paul-Henri Mathieu          | Santiago Giraldo       | Arnau Brugués-Davi [Q]       | Viktor Troicki            |
| Daniel Muñoz de la Nava [Q] | Alex Bogomolov Jr. [Q] | Flavio Cipolla               | Cedrik-Marcel Stebe [Q]   |
| Juan Mónaco [11]            | Paolo Lorenzi          | Pablo Andújar                | David Goffin              |
| Michail Kukuškin            | Fabio Fognini          | Julian Reister [Q]           | Michael Russell           |
| Olivier Rochus              | Ivo Karlović           | John Millmann [WC]           | Albert Ramos Viñolas      |
| Matthew Ebden               | Adrian Ungur           | Maxime Authom [Q]            | Victor Hănescu            |
| Steve Johnson [Q]           | Łukasz Kubot           | Björn Phau                   | Simone Bolelli            |
| Grigor Dimitrov             | Ruben Bemelmans [Q]    | Gilles Müller                | Lleyton Hewitt            |
| Adrian Mannarino [Q]        | Aljaž Bedene           | Adrián Menéndez Maceiras [Q] | Grega Žemlja              |
| Horacio Zeballos            | Igor Sijsling          | Guillermo García López       | Marinko Matosevic         |
| Filippo Volandri            | Tommy Robredo [PR]     | Rubén Ramírez Hidalgo        | Aleksandr Dolhopolov [18] |
| Rhyne Williams [WC]         | Serhij Stachovs'kyj    | John-Patrick Smith [WC]      | Robin Haase               |
| Michaël Llodra              | Luke Saville [WC]      | Benjamin Mitchell [WC]       | Thomaz Bellucci [29]      |
| Tommy Haas [19]             | Wu Di [WC]             | Josselin Ouanna [WC]         | Albert Montañés           |
| Jan Hájek                   | Jamie Baker [Q]        | Guido Pella                  | Steve Darcis              |
| Martin Kližan [27]          | Leonardo Mayer         | Dudi Sela [Q]                | Benoît Paire              |

### Singolare femminile
- Singolare femminile

| Campionessa                   | Campionessa             | Finalista               | Finalista                     |
| ----------------------------- | ----------------------- | ----------------------- | ----------------------------- |
| Viktoryja Azaranka [1]        | Viktoryja Azaranka [1]  | Li Na [6]               | Li Na [6]                     |
| Semifinaliste                 |                         |                         |                               |
| Sloane Stephens [29]          | Sloane Stephens [29]    | Marija Šarapova [2]     | Marija Šarapova [2]           |
| Eliminate ai quarti           |                         |                         |                               |
| Svetlana Kuznecova            | Serena Williams [3]     | Agnieszka Radwańska [4] | Ekaterina Makarova [19]       |
| Eliminate agli ottavi         |                         |                         |                               |
| Elena Vesnina                 | Caroline Wozniacki [10] | Marija Kirilenko [14]   | Bojana Jovanovski             |
| Julia Görges [18]             | Ana Ivanović [13]       | Angelique Kerber [5]    | Kirsten Flipkens              |
| Eliminate al 3º turno         |                         |                         |                               |
| Jamie Hampton                 | Roberta Vinci [16]      | Lesja Curenko [Q]       | Carla Suárez Navarro          |
| Ayumi Morita                  | Yanina Wickmayer [20]   | Kimiko Date-Krumm       | Laura Robson                  |
| Sorana Cîrstea [27]           | Zheng Jie               | Jelena Janković [22]    | Heather Watson                |
| Madison Keys [WC]             | Marion Bartoli [11]     | Valerija Savinych [Q]   | Venus Williams [25]           |
| Eliminate al 2º turno         |                         |                         |                               |
| Eléni Daniilídou              | Luksika Kumkhum [Q]     | Varvara Lepchenko [21]  | Akgul Amanmuradova [Q]        |
| Donna Vekić                   | Dar'ja Gavrilova [Q]    | Hsieh Su-wei [26]       | Julija Putinceva              |
| Garbiñe Muguruza Blanco       | Annika Beck             | Jana Čepelová           | Peng Shuai                    |
| Shahar Peer                   | Lucie Šafářová [17]     | Kristina Mladenovic     | Petra Kvitová [8]             |
| Ol'ga Govorcova               | Kristýna Plíšková       | Romina Oprandi          | Samantha Stosur [9]           |
| Chan Yung-jan [Q]             | Maria João Koehler [Q]  | Ksenija Pervak          | Irina-Camelia Begu            |
| Lucie Hradecká                | Tamira Paszek [30]      | Stéphanie Foretz Gacon  | Vesna Dolonc [Q]              |
| Dominika Cibulková [15]       | Klára Zakopalová [23]   | Alizé Cornet            | Misaki Doi                    |
| Eliminate al 1º turno         |                         |                         |                               |
| Monica Niculescu              | Karolína Plíšková       | Sofia Arvidsson         | Urszula Radwańska [31]        |
| Polona Hercog                 | Caroline Garcia [WC]    | Mathilde Johansson      | Sílvia Soler Espinosa         |
| Sabine Lisicki                | Andrea Hlaváčková       | Lauren Davis            | Anastasija Pavljučenkova [24] |
| Lara Arruabarrena Vecino      | Lourdes Domínguez Lino  | Christina McHale        | Sara Errani [7]               |
| Edina Gallovits               | Magdaléna Rybáriková    | Anna Tatišvili          | Jaroslava Švedova [28]        |
| Jarmila Gajdošová [WC]        | Gréta Arn [Q]           | Rebecca Marino [PR]     | Vania King                    |
| Nadia Petrova [12]            | Aleksandra Panova       | María Teresa Torró Flor | Mirjana Lučić                 |
| Simona Halep                  | Tímea Babos             | Melanie Oudin           | Francesca Schiavone           |
| Sesil Karatančeva             | Pauline Parmentier      | Sacha Jones [WC]        | Coco Vandeweghe               |
| Vera Duševina [Q]             | Cvetana Pironkova       | Zhang Yuxuan [WC]       | Kai-chen Chang                |
| Melinda Czink                 | Daniela Hantuchová      | Karin Knapp [Q]         | Johanna Larsson               |
| Mona Barthel [32]             | Alexandra Cadanțu       | Arantxa Rus             | Bojana Bobusic [WC]           |
| Elina Svitolina               | Kiki Bertens            | Casey Dellacqua         | Stefanie Vögele               |
| Michelle Larcher de Brito [Q] | Camila Giorgi           | Olivia Rogowska [WC]    | Anabel Medina Garrigues       |
| Ashleigh Barty [WC]           | Mandy Minella           | Nina Bratčikova         | Chanelle Scheepers            |
| Galina Voskoboeva             | Marina Eraković         | Petra Martić            | Ol'ga Pučkova                 |

## Senior

### Singolare maschile
Novak Đoković ha sconfitto in finale  Andy Murray con il punteggio di 6(2)–7, 7–6(3), 6–3, 6–2.
- È il primo titolo stagionale per Đoković il terzo Australian Open consecutivo.

### Singolare femminile
Viktoryja Azaranka ha sconfitto in finale  Li Na con il punteggio di 4–6, 6–4, 6–3.
- È il primo titolo stagionale per l'Azarenka il secondo Australian Open consecutivo.

### Doppio maschile
Bob Bryan /  Mike Bryan hanno sconfitto in finale  Robin Haase /  Igor Sijsling con il punteggio di 6–3, 6–4.
- È il tredicesimo titolo dello Slam per i gemelli Bryan, il sesto titolo in Australia.

### Doppio femminile
Sara Errani /  Roberta Vinci hanno battuto in finale  Ashleigh Barty /  Casey Dellacqua con il punteggio di 6–2, 3–6, 6–2.
- È il primo titolo stagionale per Errani e Vinci, il 3º titolo Slam in carriera.

### Doppio misto
Jarmila Gajdošová /  Matthew Ebden hanno sconfitto in finale  Lucie Hradecká /  František Čermák con il punteggio di 6–3, 7–5.

## Junior

### Singolare ragazzi
Nick Kyrgios ha sconfitto in finale  Thanasi Kokkinakis con il punteggio di 7–6(4), 6–3.

### Singolare ragazze
Ana Konjuh ha sconfitto in finale  Kateřina Siniaková con il punteggio di 6–3, 6–4.

### Doppio ragazzi
Jay Andrijic /  Bradley Mousley hanno sconfitto in finale  Maximilian Marterer /  Lucas Miedler con il punteggio di 6–3, 7–6(3).

### Doppio ragazze
Ana Konjuh /  Carol Zhao hanno sconfitto in finale  Oleksandra Korashvili /  Barbora Krejčíková con il punteggio di 5–7, 6–4, [10–7].

## Tennisti in carrozzina

### Singolare maschile carrozzina
Shingo Kunieda ha sconfitto in finale  Stéphane Houdet con il punteggio di 6–2, 6–0.

### Singolare femminile carrozzina
Aniek Van Koot ha sconfitto in finale  Sabine Ellerbrock con il punteggio di 6–1, 1–6, 7–5.

### Quad singolare
David Wagner ha sconfitto in finale  Andrew Lapthorne con il punteggio di 2–6, 6–1, 6–4.

### Doppio maschile carrozzina
Michael Jeremiasz /  Shingo Kunieda hanno battuto in finale  Stefan Olsson /  Adam Kellerman con il punteggio di 6–0, 6–1.

### Doppio femminile carrozzina
Jiske Griffioen /  Aniek Van Koot hanno battuto in finale  Lucy Shuker /  Marjolein Buis con il punteggio di 6–4, 6–3.

### Quad doppio
David Wagner /  Nicholas Taylor hanno battuto  Andrew Lapthorne/ Anders Hard con il punteggio di 6–2, 6–3.

## Teste di serie nel singolare
La seguente tabella illustra le teste di serie dei tornei di singolare, assegnate in base al ranking del 7 gennaio 2013, i giocatori che non hanno partecipato per infortunio, quelli che sono stati eliminati, e i loro punteggi nelle classifiche ATP e WTA al 14 gennaio 2013 e al 28 gennaio 2013. In corsivo i punteggi provvisori.
| Legenda colori             |
| Vincitore                  |
| Finalista                  |
| Semifinalista              |
| Quarti di finale           |
| Eliminati a 1T, 2T, 3T, 4T |
| Non partecipa              |

### Singolare maschile
| Testa di serie | Ranking | Giocatore             | Punti  | Punti da difendere | Punti conquistati | Nuovo punteggio | Situazione                                |
| -------------- | ------- | --------------------- | ------ | ------------------ | ----------------- | --------------- | ----------------------------------------- |
| 1              | 1       | Novak Đoković         | 12,920 | 2,000              | 2,000             | 12,920          | Vittoria in F su Andy Murray [3]          |
| 2              | 2       | Roger Federer         | 10,265 | 720                | 720               | 10,265          | Eliminato in SF da Andy Murray [3]        |
| 3              | 3       | Andy Murray           | 8,000  | 720                | 1,200             | 8,480           | Sconfitto in F da Novak Đoković [1]       |
| N/A            | 4       | Rafael Nadal          | 6,600  | 1,200              | 0                 | 5,400           | Non partecipa per virus intestinale       |
| 4              | 5       | David Ferrer          | 6,505  | 360                | 720               | 6,865           | Eliminato in SF da Novak Đoković [1]      |
| 5              | 6       | Tomáš Berdych         | 4,680  | 360                | 360               | 4,680           | Eliminato ai QF da Novak Đoković [1]      |
| 6              | 7       | Juan Martín del Potro | 4,480  | 360                | 90                | 4,210           | Eliminato al 3T da Jérémy Chardy          |
| 7              | 8       | Jo-Wilfried Tsonga    | 3,375  | 180                | 360               | 3,555           | Eliminato ai QF da Roger Federer [2]      |
| 8              | 9       | Janko Tipsarević      | 3,090  | 90                 | 180               | 3,180           | Eliminato al 4T da Nicolás Almagro [10]   |
| 9              | 10      | Richard Gasquet       | 2,720  | 180                | 180               | 2,720           | Eliminato al 4T da Jo-Wilfried Tsonga [7] |
| 10             | 11      | Nicolás Almagro       | 2,515  | 180                | 360               | 2,695           | Eliminato ai QF da David Ferrer [4]       |
| 11             | 12      | Juan Mónaco           | 2,430  | 10                 | 10                | 2,430           | Eliminato al 1T da Andrej Kuznecov        |
| N/A            | 13      | John Isner            | 2,215  | 90                 | 0                 | 2,125           | Non partecipa per infortunio al ginocchio |
| 12             | 14      | Marin Čilić           | 2,210  | 0                  | 90                | 2,300           | Eliminato al 3T da Andreas Seppi [21]     |
| 13             | 15      | Milos Raonic          | 2,175  | 90                 | 180               | 2,265           | Eliminato al 4T da Roger Federer [2]      |
| 14             | 16      | Gilles Simon          | 2,145  | 45                 | 180               | 2,280           | Eliminato al 4T da Andy Murray [3]        |
| 15             | 17      | Stan Wawrinka         | 1,900  | 90                 | 180               | 1,990           | Eliminato al 4T da Novak Đoković [1]      |
| 16             | 18      | Kei Nishikori         | 1,870  | 360                | 180               | 1,690           | Eliminato al 4T da David Ferrer [4]       |
| 17             | 19      | Philipp Kohlschreiber | 1,830  | 180                | 90                | 1,740           | Eliminato al 3T da Milos Raonic [13]      |
| 18             | 20      | Aleksandr Dolhopolov  | 1,750  | 90                 | 10                | 1,670           | Eliminato al 1T da Gaël Monfils           |
| 19             | 21      | Tommy Haas            | 1,720  | 45                 | 10                | 1,685           | Eliminato al 1T da Jarkko Nieminen        |
| 20             | 22      | Sam Querrey           | 1,650  | 45                 | 90                | 1,695           | Eliminato al 3T Stan Wawrinka [15]        |
| 21             | 23      | Andreas Seppi         | 1,595  | 10                 | 180               | 1,765           | Eliminato al 4T da Jérémy Chardy          |
| 22             | 24      | Fernando Verdasco     | 1,445  | 10                 | 90                | 1,525           | Eliminato al 3T da Kevin Anderson         |
| 23             | 25      | Michail Južnyj        | 1,335  | 10                 | 45                | 1,370           | Eliminato al 2T vs. Evgenij Donskoj       |
| 24             | 26      | Jerzy Janowicz        | 1,299  | 7                  | 90                | 1,382           | Eliminato al 3T da Nicolás Almagro [10]   |
| N/A            | 27      | Mardy Fish            | 1,255  | 45                 | 0                 | 1,210           | Non partecipa per aritmia                 |
| 25             | 28      | Florian Mayer         | 1,215  | 0                  | 45                | 1,260           | Eliminato al 2T da Ričardas Berankis [Q]  |
| 26             | 29      | Jürgen Melzer         | 1,177  | 10                 | 90                | 1,257           | Eliminato al 3T da Tomáš Berdych [5]      |
| 27             | 30      | Martin Kližan         | 1,175  | 20                 | 10                | 1,165           | Eliminato al 1T da Daniel Brands [Q]      |
| 28             | 31      | Marcos Baghdatis      | 1,115  | 45                 | 90                | 1,160           | Eliminato al 3T da David Ferrer [4]       |
| 29             | 32      | Thomaz Bellucci       | 1,112  | 45                 | 10                | 1,077           | Eliminato al 1T da Blaž Kavčič            |
| 31             | 34      | Marcel Granollers     | 1,100  | 45                 | 45                | 1,100           | Eliminato al 2T da Jérémy Chardy          |
| 30             | 33      | Radek Štěpánek        | 1,110  | 10                 | 90                | 1,190           | Eliminato al 3T da Novak Đoković [1]      |
| 32             | 35      | Julien Benneteau      | 1,075  | 90                 | 90                | 1,075           | Eliminato al 3T da Janko Tipsarević [8]   |
| N/A            | 36      | Jérémy Chardy         | 1,063  | 10                 | 360               | 1,413           | Eliminato ai QF da Andy Murray [3]        |

### Singolare femminile
| Testa di serie | Ranking | Giocatrice               | Punti  | Punti da difendere | Punti conquistati | Nuovo punteggio | Situazione                                 |
| -------------- | ------- | ------------------------ | ------ | ------------------ | ----------------- | --------------- | ------------------------------------------ |
| 1              | 1       | Viktoryja Azaranka       | 10,325 | 2,000              | 2,000             | 10,325          | Vittoria in F su Li Na [6]                 |
| 2              | 2       | Marija Šarapova          | 10,045 | 1,400              | 900               | 9,545           | Eliminata in SF da Li Na [6]               |
| 3              | 3       | Serena Williams          | 9,750  | 280                | 500               | 9,970           | Eliminata ai QF da Sloane Stephens [29]    |
| 4              | 4       | Agnieszka Radwańska      | 7,750  | 500                | 500               | 7,750           | Eliminata ai QF da Li Na [6]               |
| 5              | 5       | Angelique Kerber         | 5,575  | 160                | 280               | 5,695           | Eliminata al 4T da Ekaterina Makarova [19] |
| 6              | 6       | Li Na                    | 5,135  | 280                | 1,400             | 6,255           | Sconfitta in F da Viktoryja Azaranka       |
| 7              | 7       | Sara Errani              | 5,100  | 500                | 5                 | 4,605           | Eliminata al 1T da Carla Suárez Navarro    |
| 8              | 8       | Petra Kvitová            | 5,085  | 900                | 100               | 4,285           | Eliminata al 2T da Laura Robson            |
| 9              | 9       | Samantha Stosur          | 4,135  | 5                  | 100               | 4,230           | Eliminata al 2T da Zheng Jie               |
| 10             | 10      | Caroline Wozniacki       | 3,765  | 500                | 280               | 3,545           | Eliminata al 4T da Svetlana Kuznecova      |
| 11             | 11      | Marion Bartoli           | 3,740  | 160                | 160               | 3,740           | Eliminata al 3T da Ekaterina Makarova [19] |
| 12             | 12      | Nadia Petrova            | 3,040  | 100                | 5                 | 2,945           | Eliminata al 1T da Kimiko Date-Krumm       |
| 13             | 13      | Ana Ivanović             | 2,841  | 280                | 280               | 2,841           | Eliminata al 4T da Agnieszka Radwańska [4] |
| 14             | 14      | Marija Kirilenko         | 2,570  | 160                | 280               | 2,690           | Eliminata al 4T da Serena Williams [3]     |
| 15             | 15      | Dominika Cibulková       | 2,695  | 100                | 100               | 2,695           | Eliminata al 2T da Valerija Savinych [Q]   |
| 16             | 16      | Roberta Vinci            | 2,525  | 100                | 160               | 2,585           | Eliminata al 3T da Elena Vesnina           |
| 17             | 17      | Lucie Šafářová           | 2,065  | 5                  | 100               | 2,160           | Eliminata al 2T da Bojana Jovanovski       |
| 18             | 18      | Julia Görges             | 1,965  | 280                | 280               | 1,965           | Eliminata al 4T da Li Na [6]               |
| 19             | 19      | Ekaterina Makarova       | 1,881  | 500                | 500               | 1,881           | Eliminata ai QF da Marija Šarapova [2]     |
| 20             | 20      | Yanina Wickmayer         | 1,680  | 5                  | 160               | 1,835           | Eliminata al 3T da Marija Kirilenko [14]   |
| 21             | 21      | Varvara Lepchenko        | 1,835  | 60                 | 100               | 1,875           | Eliminata al 2T da Elena Vesnina           |
| 22             | 22      | Jelena Janković          | 1,751  | 280                | 160               | 1,631           | Eliminata al 3T da Ana Ivanović [13]       |
| 23             | 23      | Klára Zakopalová         | 1,705  | 5                  | 100               | 1,800           | Eliminata al 2T da Kirsten Flipkens        |
| 24             | 24      | Anastasija Pavljučenkova | 1,690  | 100                | 5                 | 1,595           | Eliminata al 1T da Lesja Curenko [Q]       |
| 25             | 25      | Venus Williams           | 1,650  | 0                  | 160               | 1,810           | Eliminata al 3T da Marija Šarapova [2]     |
| 26             | 26      | Hsieh Su-wei             | 1,636  | 40                 | 100               | 1,696           | Eliminata al 2T da Svetlana Kuznecova      |
| 27             | 27      | Sorana Cîrstea           | 1,565  | 160                | 160               | 1,565           | Eliminata al 3T da Li Na [6]               |
| 28             | 28      | Jaroslava Švedova        | 1,583  | 2                  | 5                 | 1,586           | Eliminata al 1T da Annika Beck             |
| 29             | 29      | Sloane Stephens          | 1,666  | 100                | 900               | 2,466           | Eliminata in SF da Viktoryja Azaranka [1]  |
| 30             | 30      | Tamira Paszek            | 1,523  | 5                  | 100               | 1,618           | Eliminata al 2T da Madison Keys [WC]       |
| 31             | 31      | Urszula Radwańska        | 1,490  | 100                | 5                 | 1,395           | Eliminata al 1T da Jamie Hampton           |
| 32             | 32      | Mona Barthel             | 1,380  | 160                | 5                 | 1,225           | Eliminata al 1T da Ksenija Pervak          |
| N/A            | 75      | Svetlana Kuznecova       | 833    | 160                | 500               | 1,173           | Eliminata ai QF da Viktoryja Azaranka [1]  |

## Punti e montepremi
Il montepremi complessivo è di 30.000.000 A$.
| Torneo              | Torneo               | V         | F         | SF      | QF      | 4T      | 3T     | 2T     | 1T     | Q  | Q3     | Q2    | Q1    |
| Singolare maschile  | Punti                | 2000      | 1200      | 720     | 360     | 180     | 90     | 45     | 10     | 25 | 16     | 8     | 0     |
| Singolare maschile  | Premi in denaro (A$) | 2.430.000 | 1.215.000 | 500.000 | 250.000 | 125.000 | 71.000 | 45.500 | 27.600 | –  | 13.120 | 6.560 | 3.280 |
| Doppio maschile     | Punti                | 2000      | 1200      | 720     | 360     | 180     | 90     | 0      | –      | –  | –      | –     | –     |
| Doppio maschile     | Premi in denaro (A$) | 475.000   | 237.500   | 118.750 | 60.000  | 33.500  | 19.500 | 12.500 | –      | –  | –      | –     | –     |
| Singolare femminile | Punti                | 2000      | 1400      | 900     | 500     | 280     | 160    | 100    | 5      | 60 | 50     | 40    | 2     |
| Singolare femminile | Premi in denaro (A$) | 2.430.000 | 1.215.000 | 500.000 | 250.000 | 125.000 | 71.000 | 45.500 | 27.600 | –  | 13.120 | 6.560 | 3.280 |
| Doppio femminile    | Punti                | 2000      | 1400      | 900     | 500     | 280     | 160    | 5      | –      | –  | –      | –     | –     |
| Doppio femminile    | Premi in denaro (A$) | 475.000   | 237.500   | 118.750 | 60.000  | 33.500  | 19.500 | 12.500 | –      | –  | –      | –     | –     |
| Doppio misto        | Punti                | –         | –         | –       | –       | –       | –      | –      | –      | –  | –      | –     | –     |
| Doppio misto        | Premi in denaro (A$) | 135.500   | 67.500    | 33.900  | 15.500  | 7.800   | 3.800  | –      | –      | –  | –      | –     | –     |